# Волыжин Лес
«Волыжин Лес» (укр. «Волижин Ліс») — филиал Черноморского биосферного заповедника, расположенный на территории Очаковского районов Николаевской области (Украина).
Площадь — 203 га.

## Описание
«Волыжин Лес» расположен на северо-востоке Кинбурнской косы на берегу Днепровского лимана западнее села Василевка, что на юге Николаевской области.

## Природа
Растительность представлена дубово-берёзовыми, осоковыми и ольховыми колками (гаями), а также целинными степями, разбросанными по низинах среди песчаных арен (гряд). Тут растут 300-летние дубы и 30 видов кустарников. Из-за фильтрации пресной воды в понижениях активно совместно развиваются различные сообщества растений, в т.ч. болотная растительность. В центре ольхового леса доминирует ольха клейкая. На опушке — дуб обычный, вяз листоватый, а также боярышник, осина. В подлеске растут жостер слабительный, бузина черная. В травяном покрове распространены осот полевой, крапива двудомная, посконник конопляный. Часто встречаются тысячелистник обычный, осока прибрежная, стоколос безостый, золотушник обычный, ежевика сизая, сплетница обычная и др. Повсюду в колках в благоприятные года растут грибы.
Внутренние и внешние, прилегающие к лесу, водоемы являются местом обитания свыше 240 видов птиц. Местность является местом гнездования и зимовки многих видов птиц, в частности лебедя-шипуна, орлана-белохвоста.